# Monastère Saint-Michel-au-Dôme-d'Or de Kiev

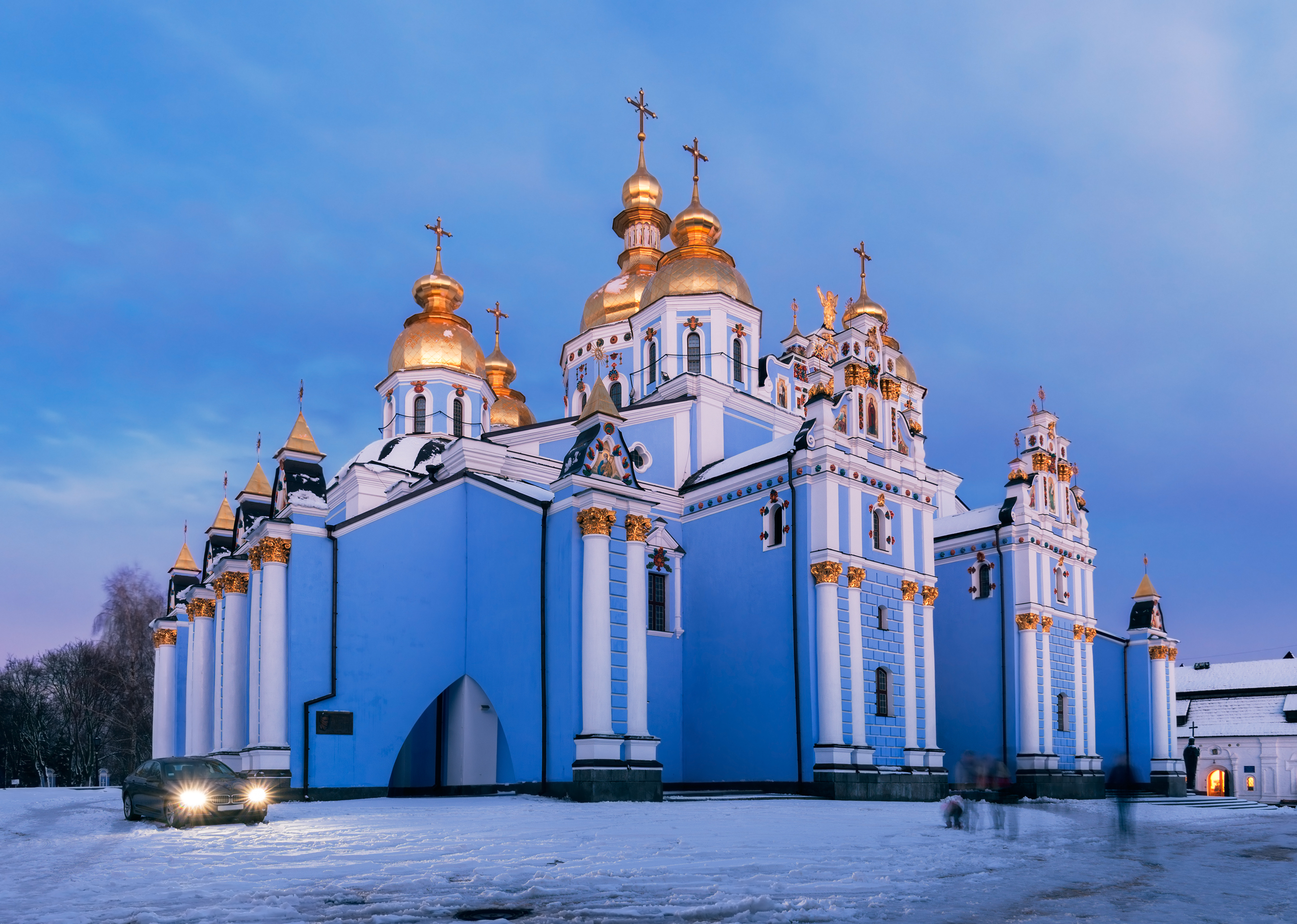
Le monastère Saint-Michel-au-Dôme-d'Or, Kiev, Ukraine

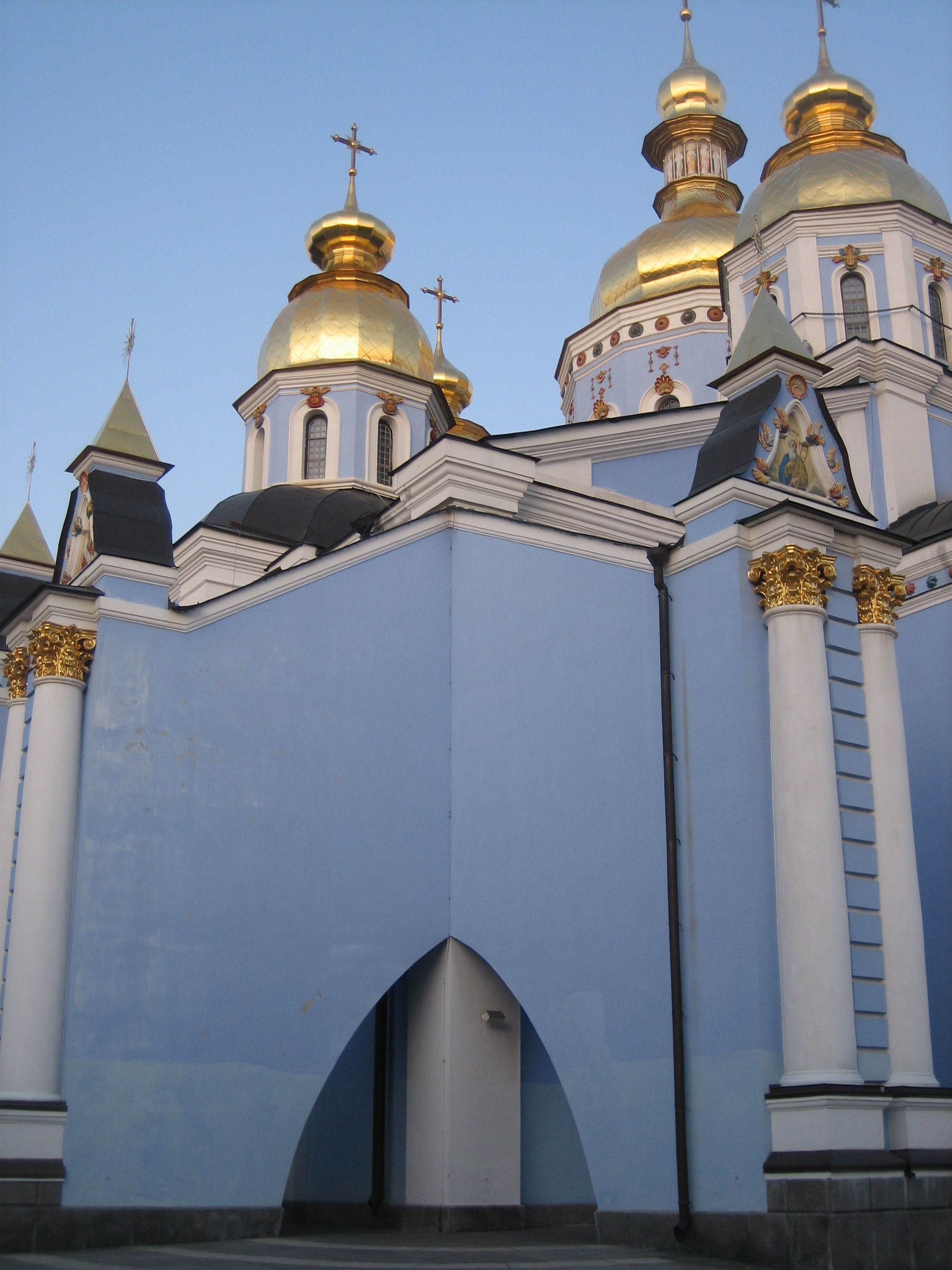
Détail du Monastère

Le monastère Saint-Michel-au-Dôme-d'Or (en ukrainien : Михайлівський золотоверхий монастир ) est un monastère ukrainien situé place saint-Michel dans la ville de Kiev . Le monastère est construit sur la rive ouest du Dnipro, sur le bord d'une paroi rocheuse escarpée, au nord-est de la cathédrale Sainte-Sophie. Le bâtiment se trouve dans la « Ville Haute », noyau historique et quartier administratif de Kiev, et domine la partie commerçante de la ville, le quartier du Podil. C'est un modèle d'architecture de style baroque ukrainien. 
Le monastère est dans la juridiction de l'Église orthodoxe d'Ukraine. Il est dédié à saint Michel, patron de Kyïv.

## Voir aussi

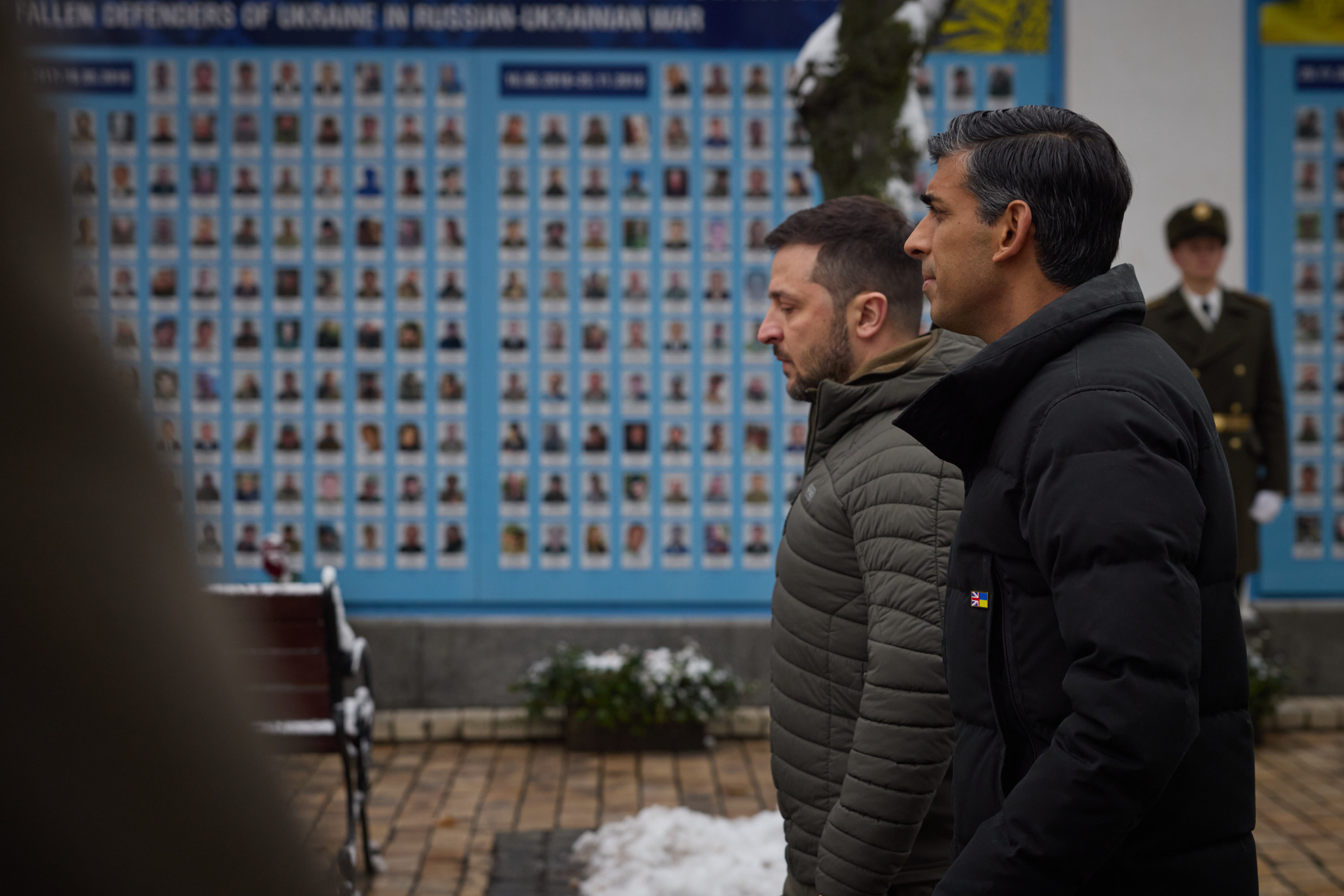
Le président Volodymyr Zelensky et Rishi Sunak devant le mur en la mémoire de ceux qui sont morts pour l'Ukraine.

## Histoire

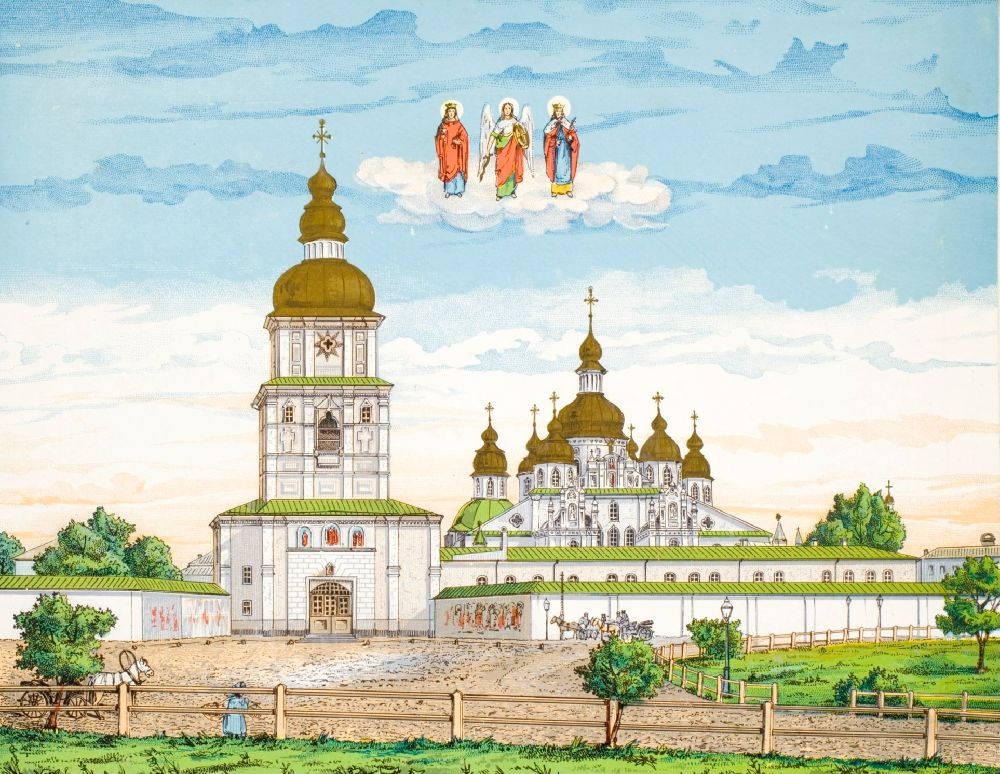
Lithographie du monastère de Saint-Michel, Kiev, Department of Image Collections, National Gallery of Art Library, Washington, DC

### Construction
C'était un des plus anciens monastères de Kiev. Il date du début du XIIe siècle, et a été édifié entre 1108 et 1113. Il a été détruit dans les années 1930, pendant la période soviétique et reconstruit dans les années 1990 en style baroque ukrainien.
Certaines parties de l'édifice étaient plus récentes : le réfectoire a été construit en 1713, la porte en 1760 et la tour du monastère de 1716–1719.

### Époque soviétique

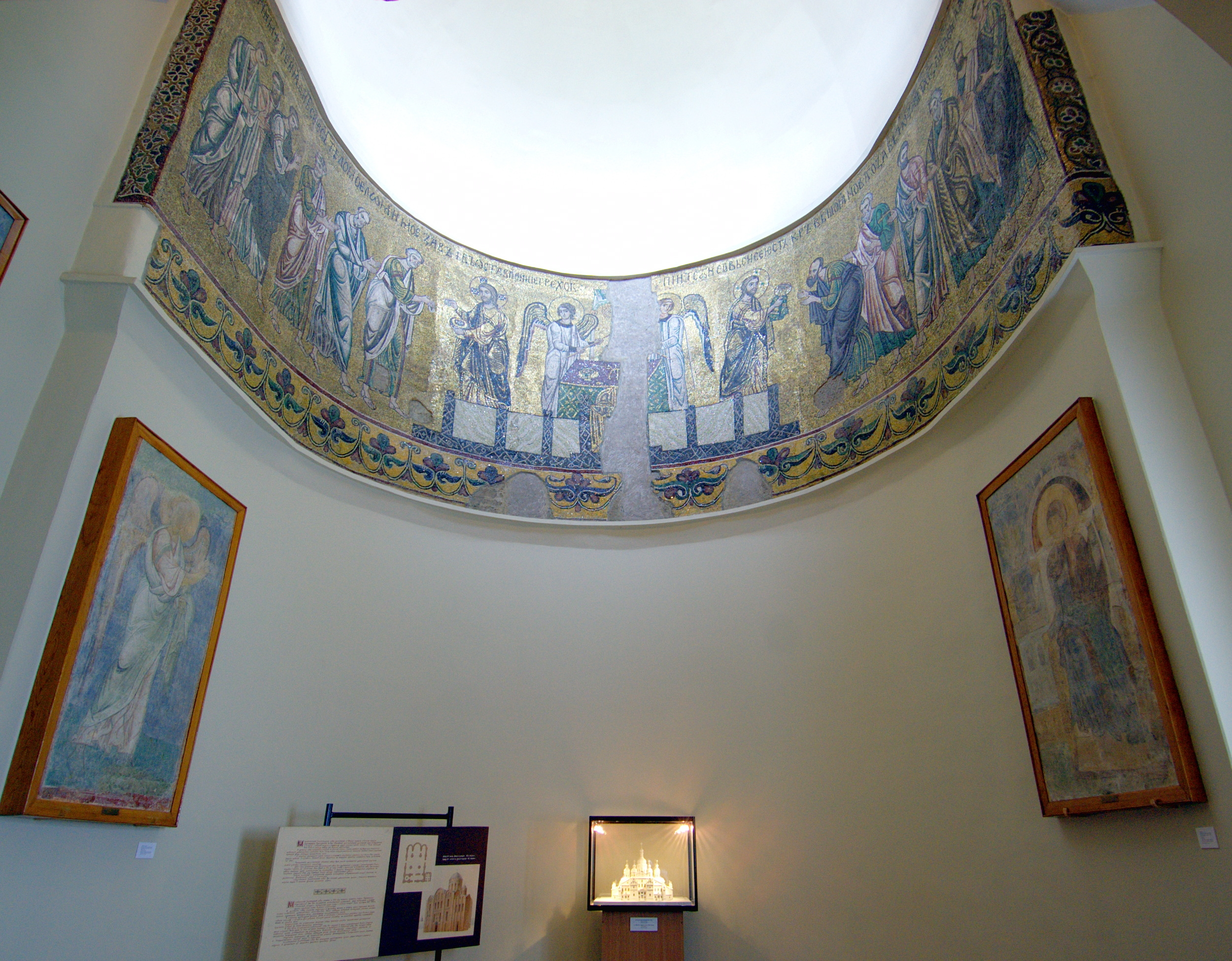
Les mosaïques translatées en Russie.

Dans le cadre du transfert du pouvoir soviétique en Ukraine de Kharkiv à Kiev, le gouvernement décide de raser des bâtiments historiques. L'Académie nationale des sciences d'Ukraine, ayant alors subi une purge, statue sur la possibilité de raser ce site, dont elle conteste l'ancienneté ; le seul scientifique qui refuse de signer cet acte de destruction, Mykola Makarenko, est exilé à Tomsk où il meurt exécuté en 1938. Le 26 juin 1934, les mosaïques byzantines sont démontées et sont exposées à l'Académie russe des Beaux-Arts de Leningrad. La destruction du monastère commence au printemps 1935 par la démolition des dômes dorés, et se poursuit jusqu'au 14 août 1937 avec le dynamitage de la structure de la cathédrale.

### Reconstruction
À partir des années 1970, des projets de reconstruction voient le jour mais c'est avec la décision du conseil municipal de Kiev en 1973 que commencèrent les actions de protection par la préservation du site. Il faut attendre 1991 et la chute de l'URSS pour que le projet de reconstruction soit repris. En 1997, des plans sont approuvés par les autorités et des fouilles archéologiques entreprises. La cathédrale reconstruite est inaugurée le 30 mai 1999.

### Dans la ligne des réalisations monumentales des rives du Dniepr
Le monastère s'inscrit dans une série de monuments ponctuant la ligne des collines escarpées des rives du Dnipro (de l'amont vers l'aval) : monument à saint Volodymyr , monument aux droits de Magdebourg, arche de la Liberté du Peuple ukrainien, monument aux morts de la Seconde Guerre mondiale, et statue de la Mère-Patrie. Si le sommet des collines était surtout occupé par de multiples églises et monastères, nombreux sont ceux qui ont été dynamités par les autorités soviétiques dans les années 1920 et 30. On compte aujourd'hui (de l'amont vers l'aval) le monastère de Saint-Cyrille, l'église Saint-André, l'église de la Dîme (détruite), le monastère Saint-Michel-au-Dôme-d'Or (détruit pour laisser place à un ensemble monumental à Lénine et reconstruit), la tombe d'Askold, la Laure des Grottes de Kiev et le monastère Saint-Michel-de-Vydoubytch.

## Mosaïque

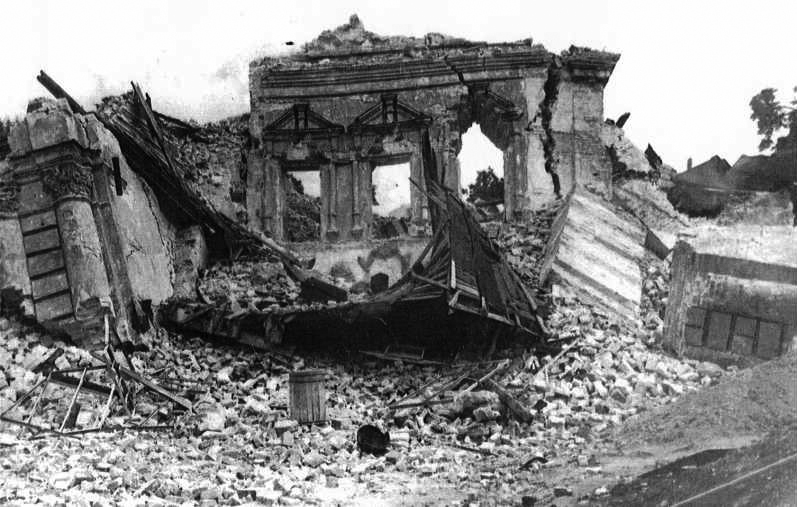
1937, la destruction du monastère.
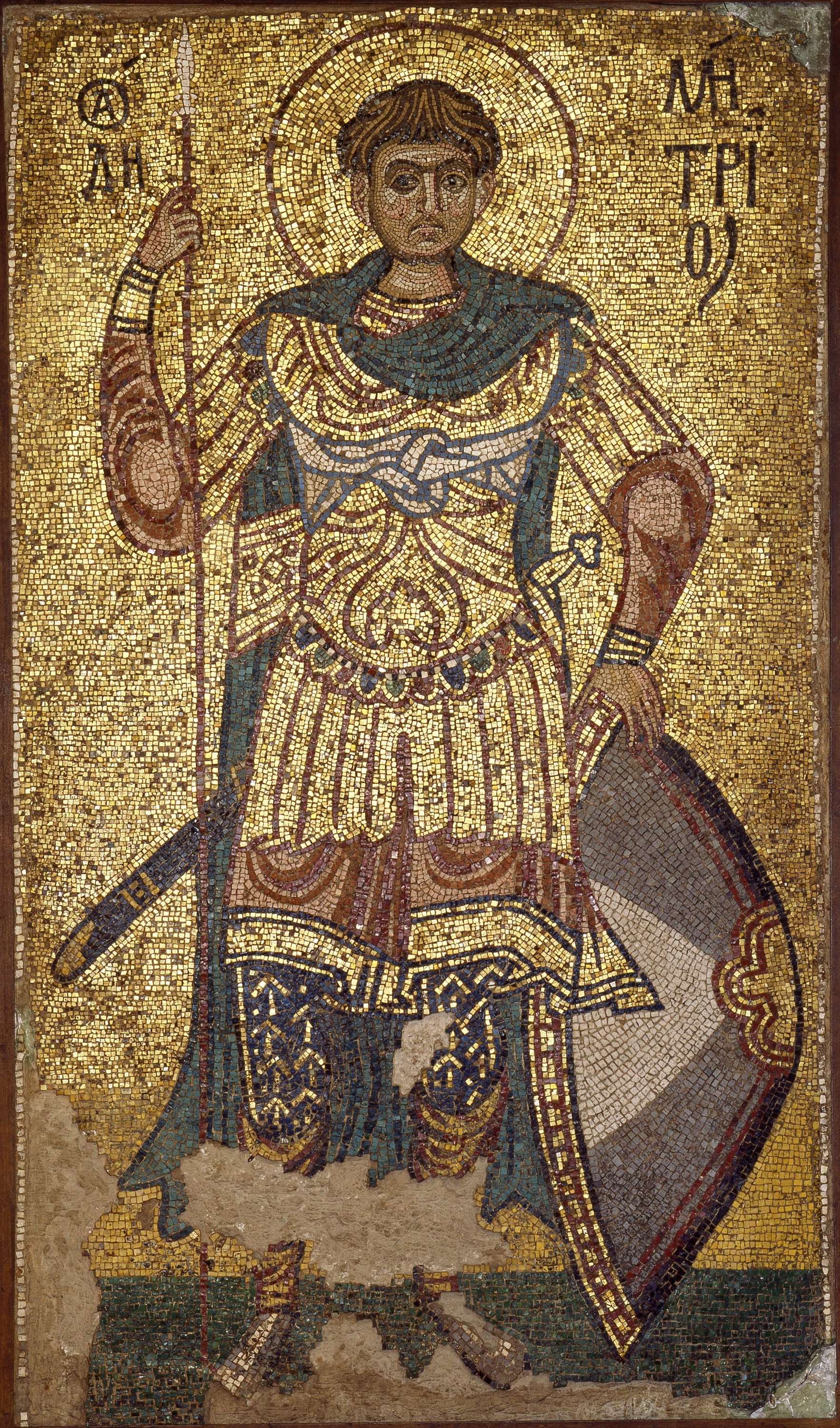
Démétrios de Thessalonique provenant de la cathédrale (1113) Galerie Tretiakov.
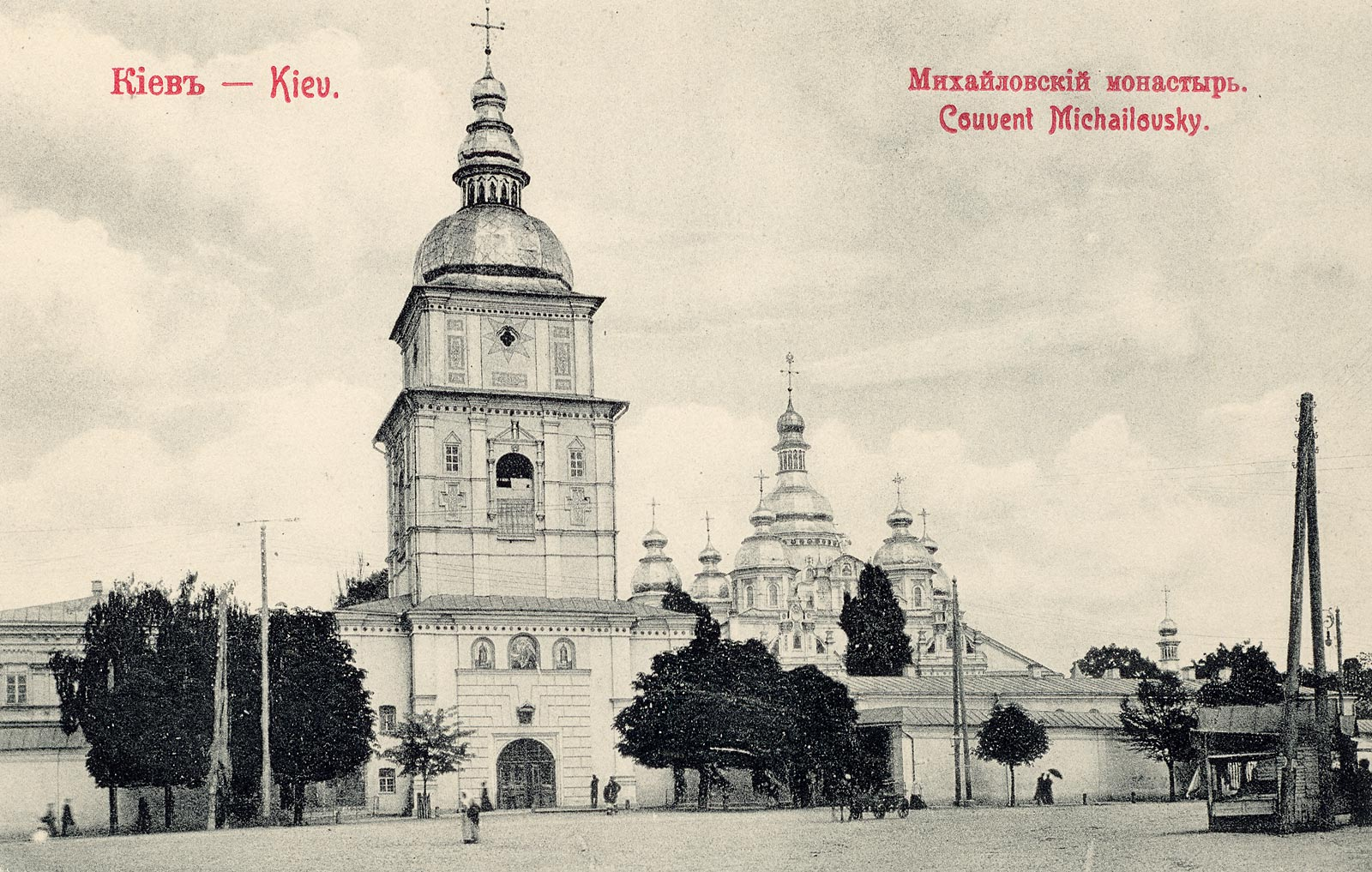
Le monastère Saint-Michel-au-Dôme-d'Or dans les années 1900.